# Гідрогеологія Литви
Литва займає центральну частину і південно-східний схил Прибалтійського артезіанського басейну.
У осадовому чохлі виділяється 5 поширених на всій тер. моноклінальних гідрогеологічних поверхів:
- четвертинний потужністю від 10-50 до 150–250 м;
- кайнозойсько-мезозойський — до 300–450 м (на півдні та півд.-заході);
- верхньо-середньопалеозойський — 400–700 м;
- середньо-нижньопалеозойський — 800–1050 м;
- нижньопалеозойсько-верхньопротерозойський — 200–300 м.

Води фундаменту приурочені до древньої кори вивітрювання потужністю 5-15 м і до зон тектонічного дроблення. Питомі дебіти свердловин від 0,01-0,05 до 0,1-1,5 л/с, загальний підземний стік 13 млн м³/добу. Модуль підземного стоку від 0,5-1,5 до 2-5 л/с км². Води прісні гідрокарбонатні, мінералізовані хлоридно-сульфатні, хлоридні (до 50 г/л) і розсольні хлоридні (до 200 г/л). Потужність зони прісних вод 50-350 м. Прогнозні експлуатаційні запаси прісних вод становлять 3,2, розвідані — 1,5 млн м³/добу. На тер. Л. розвідані мінеральні води (курорти Друскінінкай, Бірштонас, Паланга і Лікенай) типів: хлоридні та сульфатні води без специфічних компонентів (запаси 3100 м³/добу) і бромні (1690 м³/добу).
З нижньопалеозойсько-верхньопротерозойським гідрогеологічним поверхом пов'язані перспективи використання промислових бромних вод.